# شو تشنغ
شو تشنغ هي مصارعة الهواة صينية، ولدت في 5 مايو 1991.